# Stazione meteorologica di Tropea
La stazione meteorologica di Tropea è la stazione meteorologica di riferimento relativa alla località di Tropea.

## Coordinate geografiche
La stazione meteo si trova nell'Italia meridionale, in Calabria, in provincia di Vibo Valentia, nel comune di Tropea, a 51 metri s.l.m. e alle coordinate geografiche 38°41′N 15°54′E.

## Dati climatologici
In base alla media trentennale di riferimento 1961-1990, la temperatura media dei mesi più freddi, gennaio e febbraio, si attesta a +13,8 °C; quella del mese più caldo, agosto, è di +28,5 °C.
Le precipitazioni medie annue si aggirano sui 496 mm e si distribuiscono mediamente in 53 giorni, con un prolungato minimo estivo e picco accentuato in autunno-inverno
.
| Tropea              | Mesi | Mesi | Mesi | Mesi | Mesi | Mesi | Mesi | Mesi | Mesi | Mesi | Mesi | Mesi | Stagioni | Stagioni | Stagioni | Stagioni | Anno |
| Tropea              | Gen  | Feb  | Mar  | Apr  | Mag  | Giu  | Lug  | Ago  | Set  | Ott  | Nov  | Dic  | Inv      | Pri      | Est      | Aut      | Anno |
| ------------------- | ---- | ---- | ---- | ---- | ---- | ---- | ---- | ---- | ---- | ---- | ---- | ---- | -------- | -------- | -------- | -------- | ---- |
| T. max. media (°C)  | 16,4 | 16,2 | 17,6 | 20,1 | 24,0 | 28,8 | 31,4 | 32,0 | 30,4 | 26,2 | 21,3 | 18,2 | 16,9     | 20,6     | 30,7     | 26,0     | 23,5 |
| T. min. media (°C)  | 11,6 | 11,3 | 12,0 | 14,6 | 17,7 | 21,8 | 24,5 | 24,9 | 23,4 | 19,8 | 15,5 | 12,6 | 11,8     | 14,8     | 23,7     | 19,6     | 17,5 |
| Precipitazioni (mm) | 86   | 73   | 70   | 23   | 14   | 5    | 3    | 5    | 11   | 55   | 70   | 81   | 240      | 107      | 13       | 136      | 496  |
| Giorni di pioggia   | 8    | 7    | 7    | 3    | 2    | 1    | 1    | 1    | 2    | 5    | 7    | 9    | 24       | 12       | 3        | 14       | 53   |